# 国民政府立法院、监察院旧址
原国民政府立法院、监察院旧址是江苏省文物保护单位，為國民政府時期立法院和監察院的辦公廳舍，位於中华人民共和国江苏省南京市鼓楼区中山北路105号（山西路軍人俱樂部）。軍人俱樂部于2018年关闭，2024年计划由融通集团进行再开发。

## 国民政府立法院旧址
国民政府立法院成立于1928年10月，最初地点位於斛斗巷清朝靖逆侯張勇的宅府（今白下路237號南京海運學校）内，主樓為一幢三层楼房，曾經是李鴻章女婿張佩綸和李鸿章之女的婚宅。立法院秘書處、統計處等3个处的处长和立法院院長胡漢民的办公室位於主楼。其他機構辦公室位於主樓两侧的楼房。第二次中日戰爭結束後，立法院搬遷至山西路軍人俱樂部。遷址後的建築始建於20世纪30年代，建成後先後被国民政府法官训练所、中華民國維新政府的督办南京市政公署和汪精衛政權的南京特别市政府使用。該處建築占地面積约10亩，有三幢楼房共218间房間，九幢平房共78间房間，三幢木板房共33间房間。

## 国民政府监察院旧址
国民政府监察院最初的办公地点是位於复成桥和公园路附近的平房内，此地北面為南京第一公园，南面為明御河。1936年搬遷至中山東路311号，新地址的建築由杨廷宝设计，1936年3月開始建設，1937年2月正式竣工。占地面积578,212平方米，共有房屋12幢。监察院大门内两侧建有一对警卫亭。主建筑为一幢2层楼建築。该建築为歇山顶。1937年，由於第二次中日戰爭爆發，监察院搬遷至重慶。1946年，國民政府还都南京，监察院又搬遷至山西路军人俱乐部，與立法院和行政院一同辦公。